# Aino Kishi
Aino Kishi (jap. 希志あいの, * 1. Februar 1988 in der Präfektur Hokkaido) ist japanischer Erotik-Star (AV Idol). Auf dem japanischen Markt ist sie als Pornodarstellerin durch langjährige Präsenz mit mindestens 150 DVD-Veröffentlichungen sowie als Sängerin in den Idol-Girlgroups Ebisu Muscats und Kiss bekannt. Das internationale Publikum kennt sie eher durch ihre Titelrolle in dem Splatterfilm Samurai Princess von 2009.

## Werdegang

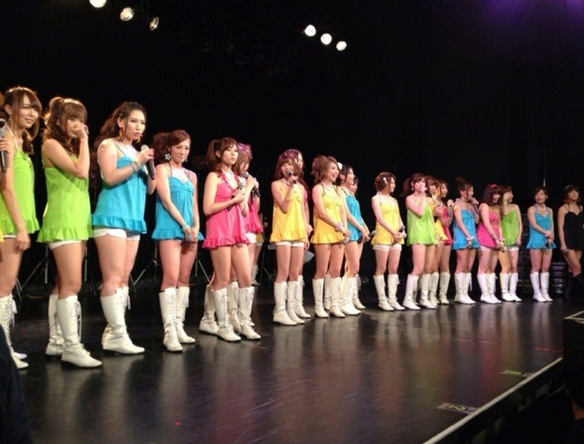
Ebisu Muscats bei der Abschiedstour 2013 in Osaka

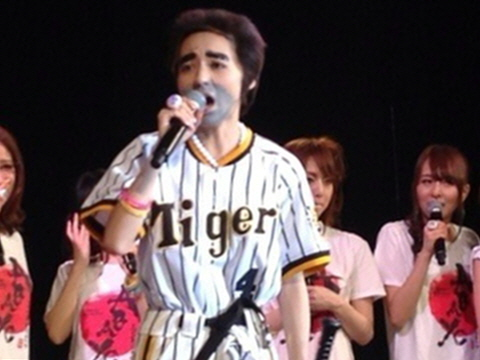
Aino Kishi verkleidet als Hanshin Tiger

### Film und Fernsehen
Sie debütierte 2007 als Fotomodel (Gravure Idol) im Magazin Young Gangan und drehte Ende 2007 ihren ersten Hardcore-Film. Sie stand unter Vertrag bei Duo Entertainment. Im Gegensatz zu vielen anderen japanischen Models, die oft nur Ein- oder Zweijahresverträge erhalten, konnte sich Kishi für fast ein Jahrzehnt am Markt behaupten. Insgesamt ist sie auf mindestens 150 DVD-Produktionen als Hauptdarstellerin vertreten.
Wie bei japanischer Pornografie üblich, wirkte sie neben Hardcore- und Softcore-Produktionen auch bei Pink Films (Pinku eiga) und erotischen Horrorfilmen (Ero Guro) sowie bei Mainstream-Filmproduktionen mit.
2009 spielte sie die Titelrolle in dem Splatterfilm Samurai Princess (jap. サムライプリンセス 外道姫) von Kengo Kaji. Im Jahr 2010 spielte sie außerdem die Hauptrolle in der Latex-Fetisch-Komödie Rubbers (jap. ラバーズ〜覆う女〜) von Takafumi Watanabe. 2012 hatte sie die Titelrolle der Superheldin Kekko Kamen in der erotischen Manga-Adaption Mask the Kekkou: Reborn (jap. けっこう仮面　新生-REBORN-) von Nozomu Kasagi. 2015 war sie schließlich Hauptdarstellerin in den beiden koreanischen Produktionen The Maidroid (친절한 가정부), einer erotischen Sci-Fi-Komödie von No Zin-soo, und Maze: Secret Love (미궁: 비밀애), einem Thriller von Hideo Jojo.

### Musik
Sie war Mitglied der Idol-Girlgroup Ebisu Muscats und wirkte bereits 2010 bei deren erfolgreicher Debütsingle Banana Mango High School mit. Sie blieb Mitglied bis zur vorläufigen Auflösung 2013. Infolge der Krebserkrankung von Yuma Asami wurde sie Leader der Gruppe während deren Abschiedstournee von 2013. Das zeitgleich erschienene Abschiedsalbum 卒業アルバム erreichte die Top 10 der japanischen Charts.
2012 war sie neben den Erotik-Stars Mayu Nozomi und Jessica Kizaki Teil des J-Pop-Trios Kiss, das das Album Touch My S.P.O.T. veröffentlichte.

### Gaming
Im Dezember 2011 erschien ein Aino Kishi Slot Game für Android-Betriebssysteme.